# Nils Paues
Nils Kristian Paues, född 5 april 1919 i Rio de Janeiro, Brasilien, död 28 augusti 2015 i Oscars församling i Stockholm, var en svensk företagsledare.

## Biografi
Paues avlade bergsingenjörsexamen vid Kungliga Tekniska högskolan 1941. Paues var maskiningenjör vid Hellefors Bruks AB 1942–1948, driftsingenjör vid Domnarvets Jernverk 1948–1951 och avdelningschef för stålverken där 1951–1957. Han var verkställande direktör för Fábrica de Aço Paulista SA (AGA-koncernen) i São Paulo 1957–1967 och Equipamentos Industriais Vibro Ltda där 1959–1967. Paues var verkställande direktör för Celbi Sarl (Billerudkoncernen) i Portugal 1968–1984.
Han var styrelseledamot i AGA Paulista SA 1957–1967 (ordförande 1965–1967), ordförande i Svensk-brasilianska handelskammaren i São Paulo 1961–1964, styrelseledamot i CELBI SARL (Stora AB) i Portugal 1968–1989, Aracruz Celulose SA i Brasilien 1979–1989, Wicanders AB 1982–1985 samt var representant för Taurus petroleum AB från 1991.
Nils Paues var son till envoyén Johan T. Paues och Kari, född Falster, samt bror till Johan W. Paues och Elin Lauritzen. Han gifte sig första gången 1944 med Synnöve Tigerschiöld (1924–2013), dotter till teknologie doktor Magnus Tigerschiöld och grevinnan Alice Hamilton (släkten Hamilton) . Han är far till Christian (född 1945), Johan (född 1947), Héléne (född 1953), Miko (född 1956) och Anders (född 1962). Paues gifte sig andra gången 1979 med Kerstin Bergenstråhle (född Odqvist 1944), dotter till generallöjtnanten Gösta Odqvist och Märta, född Sundell. Nils Paues är begravd på Överenhörna kyrkogård.

## Utmärkelser
- Kommendör av Vasaorden, 3 december 1974.[4]